# Rimexolone
La rimexolone, est un glucocorticoïde administrée en collyre et vendue sous la marque Vexol.

## Usage médical
C'est un médicament stéroïde utilisé pour traiter l'inflammation de l'œil. Cela inclut l’uvéite antérieure et les interventions chirurgicales consécutives à l’œil. Elle est utilisée comme collyre.

## Effets secondaires
Les effets secondaires courants comprennent une augmentation de la pression intraoculaire, une vision floue, des douleurs oculaires, des rougeurs et un écoulement nasal. D'autres complications peuvent inclure une infection fongique de la cornée.

## Histoire
La rimexolone a été approuvée pour un usage médical aux États-Unis en 1994. Aux États-Unis, une bouteille de 5 ml coûte environ 100 dollar américain à partir de 2021. Il n'est plus disponible au Royaume-Uni depuis 2019.